# Winter Wonderland (versión de Tony Bennett y Lady Gaga)
«Winter Wonderland» —en español: «Invierno Maravilloso»— es una canción interpretada por los cantantes estadounidenses Tony Bennett y Lady Gaga
- Datos: Q20015690